# Oxalis clandestina
Oxalis clandestina är en harsyreväxtart som beskrevs av Rodolfo Amando Philippi. Oxalis clandestina ingår i släktet oxalisar, och familjen harsyreväxter. Inga underarter finns listade i Catalogue of Life.